# Jesus, du har ju bjudit mig bära mitt kors och följa dig
Jesus, du har ju bjudit mig bära mitt kors och följa dig är en sång med text från 1940 av Marianne Richards och som har tonsatts av E. Hamlett. Den svenska översättningen från 1945 är gjord av Sigfrid Wikfeldt.

## Publicerad i
- Frälsningsarméns sångbok 1968 som nr 176 under rubriken "Helgelse".
- Frälsningsarméns sångbok 1990 som nr 461 under rubriken "Ordet och bönen".